# Такин
Такин (Budorcas taxicolor) е представител на подсемейство Caprinae (кози).
Обитава открити пространства в източната част на Хималаите. Има четири подвида: B. taxicolor taxicolor – Такин Мишми; B. taxicolor bedfordi – Шанси или Златен такин; B. taxicolor tibetana – Тибетски или Съчуански такин; и B. taxicolor whitei – Бутански такин. Митохондриални изследвания показват, че такините са родствени с овцете, а сходството с овцебика е пример за конвергентна еволюция. Такинът е националното животно на Бутан.
Живее в семейни групи по около 20 животни. Ражда 1 малко след период на бременност от около 8 месеца. Такините живеят в гористи и скалисти долини и тревисти алпийски зони от 1000 до 4500 м надморска височина. Живеят около 16 години. Тежат между 250 и 400 кг. Дълги са между 1,6 – 2,20 метра, високи са около 1,4 метра. Живеят в Азия – Индия, Китай, Бутан и Мианмар.

## Заплахи
Такинът е посочен като уязвим в Червения списък на IUCN и се счита за застрашен в Китай. Застрашен е от прекомерен лов и унищожаване на естественото му местообитание. Това естествено не е често срещан вид и популацията изглежда е намаляла значително. Такин рога са се появили при незаконната търговия с диви животни в Мианмар; и по време на три проучвания, проведени от 1999 до 2006 г. на пазара на Тачилек, бяха наблюдавани общо 89 комплекта клаксони за открита продажба.